# (8075) Roero
(8075) Roero (1985 PE) – planetoida z pasa głównego asteroid okrążająca Słońce w ciągu 5,72 lat w średniej odległości 3,2 au. Odkryta 14 sierpnia 1985 roku.